# ARC 20 de Julio (PZE-46)
El ARC 20 de Julio (PZE-46) es un buque patrullero de zona económica exclusiva de la Armada de la República de Colombia adquirido 2010 como lucha contra el narcotráfico.
La unidad es de la clase Fassmer-80, construido en Cartagena, Colombia, bajo licencia. La compañía alemana Fassmer vende la licencia a nivel mundial de este modelo.

## Historia
La Armada Nacional dentro del llamado Proyecto Orión, en el que se debe continuar con el desarrollo del componente de Guardacostas, con estos fines, el Ministerio de Defensa Nacional y Armada Nacional celebraron un contrato con COTECMAR, para el Licenciamiento de los diseños y la ingeniería básica, desarrollo de la ingeniería de detalle, construcción, pruebas y puesta en servicio de un buque tipo Patrullero de mediano porte.
En 2008 con las graves amenazas regionales, se decidió cambiar el tipo de nave por un PZEE (patrullero de zona económica exclusiva).
COTECMAR a su vez y luego de un proceso donde ofertaron varios constructores internacionales escogió como plataforma la clase OPV Fassmer 80. Este diseño, que ya se encuentra en servicio en la Armada de Chile, Institución que ha construido en los astilleros de Asmar las unidades Piloto Pardo 2 y Comandante Toro y Marinero Fuenteaba, es un Patrullero de Zona Económica Exclusiva de 80 m de eslora y 13 m de manga, con un desplazamiento previsto de 1723 toneladas.
La Armada de Colombia modificó en algunos aspectos el diseño original, con el propósito de hacerlo más flexible operacionalmente, adaptándolo eficientemente a las necesidades de la Armada Nacional y haciendo de él básicamente una excelente plataforma de interdicción capaz de cumplir múltiples tareas en un rango misional hasta conflictos de baja intensidad.

## Misión y Operaciones
Desarrollar operaciones navales con el propósito de contribuir a garantizar la defensa, la seguridad y la protección en la jurisdicción marítima de la fuerza naval del Caribe. Las operaciones a las que puede ser asignadas son:
- Interdicción marítima.
- Vigilancia de la soberanía.
- Atención de desastres.
- Protección del medio ambiente.
- Guerra de superficie en conflictos de baja intensidad.
- Transporte de personal.
- Transporte de carga.
- Inteligencia técnica.
- Plataforma aeronaval en condición N.V.G.